# Championnat de France de rugby à XIII 1967-1968
Navigation
Édition précédente Édition suivante
Le Championnat de France de rugby à XIII 1967-68 est la trentième édition du Championnat de France de rugby à XIII. Limoux remporte son premier championnat de l'histoire en battant en finale 13-12 Carcassonne.

## Liste des clubs en compétition
| Villeneuve-sur-Lot XIII Catalan Albi Bordeaux Carcassonne Toulouse Lézignan Marseille Limoux Saint-Gaudens Avignon Cavaillon Saint-Estève Montpellier Villefranche Carpentras |

La Fédération Française de jeu à XIII met en place la trentième édition du Championnat de France de première division avec la participation de seize clubs.

## Déroulement de la compétition

### Classement général
| Rang | Club                      | Pts | J | V | N | D | PP | PC | Diff |
| ---- | ------------------------- | --- | - | - | - | - | -- | -- | ---- |
| 1    | Marseille                 | 54  | ? | ? | ? | ? | ?  | ?  | ?    |
| 2    | XIII Catalan              | 52  | ? | ? | ? | ? | ?  | ?  | ?    |
| 3    | Carcassonne               | 52  | ? | ? | ? | ? | ?  | ?  | ?    |
| 4    | Limoux                    | 49  | ? | ? | ? | ? | ?  | ?  | ?    |
| 5    | Saint-Gaudens             | 49  | ? | ? | ? | ? | ?  | ?  | ?    |
| 6    | Avignon                   | 45  | ? | ? | ? | ? | ?  | ?  | ?    |
| 7    | Albi                      | 44  | ? | ? | ? | ? | ?  | ?  | ?    |
| 8    | Cavaillon                 | 43  | ? | ? | ? | ? | ?  | ?  | ?    |
| 9    | Villeneuve-sur-Lot        | 43  | ? | ? | ? | ? | ?  | ?  | ?    |
| 10   | Lézignan                  | 42  | ? | ? | ? | ? | ?  | ?  | ?    |
| 11   | Bordeaux                  | 42  | ? | ? | ? | ? | ?  | ?  | ?    |
| 12   | Toulouse                  | 42  | ? | ? | ? | ? | ?  | ?  | ?    |
| 13   | Saint-Estève              | 40  | ? | ? | ? | ? | ?  | ?  | ?    |
| 14   | Montpellier               | 37  | ? | ? | ? | ? | ?  | ?  | ?    |
| 15   | Carpentras                | 37  | ? | ? | ? | ? | ?  | ?  | ?    |
| 16   | Villefranche-sur-Rouergue | 33  | ? | ? | ? | ? | ?  | ?  | ?    |

|  | Qualifiés pour les quarts de finale                      |
|  | Qualifiés pour les barrages d'accès aux quarts de finale |

## Barrages  pour les quarts de finale
| 24 mars 1968 | Saint-Gaudens | 20 - 6 | Toulouse | Villeneuve-sur-Lot |
| 24 mars 1968 |               |        |          | Villeneuve-sur-Lot |
| 24 mars 1968 |               |        |          | Villeneuve-sur-Lot |

| 24 mars 1968 | Avignon | 10 - 2 | Bordeaux-Facture | Perpignan |
| 24 mars 1968 |         |        |                  | Perpignan |
| 24 mars 1968 |         |        |                  | Perpignan |

| 24 mars 1968 | Lézignan | 8 - 7 | Albi | Villefranche |
| 24 mars 1968 |          |       |      | Villefranche |
| 24 mars 1968 |          |       |      | Villefranche |

| 24 mars 1968 | Villeneuve-sur-Lot | 27 - 12 | Cavaillon | Limoux |
| 24 mars 1968 |                    |         |           | Limoux |
| 24 mars 1968 |                    |         |           | Limoux |

### Phase finale
|  | Quarts-de-finale               | Quarts-de-finale               |             |    | Demi-finales                   | Demi-finales                   |  |  | Finale                   | Finale                   |
|  | Quarts-de-finale               | Quarts-de-finale               |             |    | Demi-finales                   | Demi-finales                   |  |  | Finale                   | Finale                   |
|  |                                |                                |             |    |                                |                                |  |  |                          |                          |
|  | Le 6 avril 1968 à Toulouse     | Le 6 avril 1968 à Toulouse     |             |    | Le 21 avril 1968 à Carcassonne | Le 21 avril 1968 à Carcassonne |  |  | Le 5 mai 1968 à Toulouse | Le 5 mai 1968 à Toulouse |
|  | Le 6 avril 1968 à Toulouse     | Le 6 avril 1968 à Toulouse     |             |    | Le 21 avril 1968 à Carcassonne | Le 21 avril 1968 à Carcassonne |  |  | Le 5 mai 1968 à Toulouse | Le 5 mai 1968 à Toulouse |
|  | Limoux                         | 6                              |             |    | Le 21 avril 1968 à Carcassonne | Le 21 avril 1968 à Carcassonne |  |  | Le 5 mai 1968 à Toulouse | Le 5 mai 1968 à Toulouse |
|  | Limoux                         | 6                              |             |    | Le 21 avril 1968 à Carcassonne | Le 21 avril 1968 à Carcassonne |  |  | Le 5 mai 1968 à Toulouse | Le 5 mai 1968 à Toulouse |
|  | Villeneuve-sur-Lot             | 2                              |             |    | Le 21 avril 1968 à Carcassonne | Le 21 avril 1968 à Carcassonne |  |  | Le 5 mai 1968 à Toulouse | Le 5 mai 1968 à Toulouse |
|  | Villeneuve-sur-Lot             | 2                              | Limoux      | 11 |                                |                                |  |  | Le 5 mai 1968 à Toulouse | Le 5 mai 1968 à Toulouse |
|  | Le 7 avril 1968 à Saint-Estève |                                | Limoux      | 11 |                                |                                |  |  | Le 5 mai 1968 à Toulouse | Le 5 mai 1968 à Toulouse |
|  |                                | Saint-Gaudens                  | 7           |    |                                |                                |  |  | Le 5 mai 1968 à Toulouse | Le 5 mai 1968 à Toulouse |
|  | Saint-Gaudens                  | Saint-Gaudens                  | 7           | 6  |                                |                                |  |  | Le 5 mai 1968 à Toulouse | Le 5 mai 1968 à Toulouse |
|  | Saint-Gaudens                  |                                |             | 6  |                                |                                |  |  | Le 5 mai 1968 à Toulouse | Le 5 mai 1968 à Toulouse |
|  | Marseille                      | 5                              |             |    |                                |                                |  |  | Le 5 mai 1968 à Toulouse | Le 5 mai 1968 à Toulouse |
|  | Marseille                      | 5                              | Limoux      | 13 |                                |                                |  |  |                          |                          |
|  | Le 7 avril 1968 à Limoux       |                                | Limoux      | 13 |                                |                                |  |  |                          |                          |
|  |                                | Carcassonne                    | 12          |    |                                |                                |  |  |                          |                          |
|  | Carcassonne                    | Carcassonne                    | 12          | 11 |                                |                                |  |  |                          |                          |
|  | Carcassonne                    | Le 21 avril 1968 à Montpellier |             | 11 |                                |                                |  |  |                          |                          |
|  | Lézignan                       | 3                              |             |    |                                |                                |  |  |                          |                          |
|  | Lézignan                       | 3                              | Carcassonne | 12 |                                |                                |  |  |                          |                          |
|  | Le 7 avril 1968 à Cavaillon    |                                | Carcassonne | 12 |                                |                                |  |  |                          |                          |
|  |                                | Avignon                        | 0           |    |                                |                                |  |  |                          |                          |
|  | Avignon                        | Avignon                        | 0           | 5  |                                |                                |  |  |                          |                          |
|  | Avignon                        |                                |             | 5  |                                |                                |  |  |                          |                          |
|  | XIII Catalan                   | 3                              |             |    |                                |                                |  |  |                          |                          |
|  | XIII Catalan                   | 3                              |             |    |                                |                                |  |  |                          |                          |

### Finale (5 mai 1968)
(mt : 2 - 2)
Homme du match : 
Points marqués :
- Limoux: 1 essai de Vergeynst (69e) ; 2 pénalités de Andrieu (82e, 107e) ; 3 drops de Guiraud (27e, 44e, 59e)
- Carcassonne: 2 essais de Blanc (48e), H. Castel (94e) ; 3 drops de Colombiès (36e, 46e), Barthe (42e)

Évolution du score : 2-0, 2-2, 2-4, 4-4, 4-6, 4-9, 6-9, 9-9, 11-9, 11-12, 13-12
Arbitre :  M. André Lacaze
Spectateurs : 14 432
Recette : 111 781 francs
- Limoux: Jean-Claude Nauze - Laurent Roldos, Guy Andrieu, Claude Costeseque puis René Bonnafous, Louis Bonnery - Joseph Guiraud, René Belli - Pierre Parpagiola, René Dumas, Émile Satgé (puis Christian Belinguier), Paul-François de Nadaï, Jean-Christophe Vergeynst - Entraîneur : Joseph Guiraud
- Carcassonne: Raymond Toujas - Michel Blanc, Jacques Servolles, Henri Castel (c), Yves Raynaud - Jean Colombiès, René Castel - Guy Ribot, Jacques Franck, Adolphe Alésina, Jean Barthe, Thierry Buttignol, Pierre Escourrou - Entraîneur : Félix Bergèse

Cette saison 1968 se ponctue par une finale serrée le 5 mai 1968. Au Stadium à Toulouse devant 14 432 spectateurs, Limoux s'impose 13-12 contre Carcassonne après prolongations et remporte le premier titre de Championnat de France de son histoire.
Pour parvenir en finale, Limoux a écarté Villeneuve-sur-Lot et Saint-Gaudens tandis que Carcassonne a éliminé Lézignan et Avignon. Carcassonne dispute à cette occasion sa quinzième finale de Championnat de France tandis qu'il s'agit d'une première pour Limoux.
La première mi-temps est accrochée et aucune équipe parvient à se détacher. Le Limouxin Joseph Guiraud ouvre la marque par un drop à la 27e minute auquel répond le Carcassonnais Jean Colombiès à la 36e minute. Le score à la mi-temps est alors de 2-2 avec une première période où aucune équipe ne parvient à marquer un essai.
En seconde période, c'est au tour de Carcassonne de prendre l'avantage par un nouveau drop de Jean Barthe (2-4) auquel Guiraud répond (4-4). Colombiès ajoute un nouveau drop pour Carcassonne puis un essai de Blanc porte le score à 9-4 à l'avantage de Carcassonne. Limoux recolle au score avant la fin du temps réglementaire avec un troisième drop de Guiraud et un essai de Jean-Christophe Vergeynst (9-9).
La prolongation débute par une pénalité réussie par le Limouxin Guy Andrieu à la 82e minute (11-9), mais Carcassonne répond par un essai de Henri Castel (11-12). Finalement, l'issue du match est favorable à Limoux qui reprenne le score à leur avantage par une nouvelle pénalité d'Andrieu à la 107e minute et un échec dans cet exercice de Colombiès en toute fin de prolongation à la 110e minute. 

## Effectifs des équipes présentes
| Limoux        | Guy Andrieu Christian Belinguier René Belli André Bernadoy René Bonnafous Louis Bonnery Claude Costeseque René Dumas Joseph Guiraud Louis Marty Francis de Nadaï Jean-Claude Nauze Aimé Ourliac Laurent Roldos Pierre Parpagiola Émile Satgé Jean-Christophe Vergeynst Entraîneur : Joseph Guiraud | Carcassonne        | Adolphe Alésina Jean Barthe Michel Blanc Victor Buttignol Henri Castel (c) René Castel Jean Colombiès Pierre Escourrou Christian Esteban Ferrie Jacques Franck François Gril Yves Raynaud Guy Ribot Salles Jacques Servolles Raymond Toujas Entraîneur : Félix Bergèse |
| Marseille     | Bertrand Michel Blanc Robert Eramouspé Félix Granié Jean-Michel Ledru Jean-René Ledru Lucius Antoine Montcel Bernard Catrevault Francis Rossi Sais Gérard Savonne | XIII Catalan       | Asparo Michel Bardes Guy Bruzy Jacques Cabero Jean Capdouze John Chapman Michel Charcos Roger Coquand Hors Claude Mantoulan Francis Mas Michel Ollet Michel Penaranda Planchant Pouget Roger Vergé Entraîneur : René Peytavi                                           |
| Saint-Gaudens | Auriol Jean Cabrol Clerc Eugène Christian Fages Roger Garrigue Lafforgue Guy Lavigne Jean-Pierre Lecompte Henri Marracq Marcel Péré (o) Jean-Claude Puyssegur Joseph Raufast Victor Serrano Robert Séville                                                                                         | Avignon            | Patrick Carias Jacques Centelles Collonges François Curtat P. Curtat Jean-Marie de Souza Eruc André Ferren Jacques Garzino Gérard Guigou Pamard Jean Rouqueirol Roux                                                                                                   |
| Albi          | Andoque Assalit Aredondo Baqué Barouiller Bellot (o) Bensoussan Floréal Bonet Canavate Jean-Claude Cros Christian Esteban Irénée Gendre Manuel Michel Molinier Morge (m) Christian Pailhous Pierre Pailhous                                                                                        | Villeneuve-sur-Lot | Cassé Chasseriaud Christian Clar Jean-Pierre Clar Étienne Courtine Gérard Crémoux Damini Dastort Jean-Claude Duffau Simon Gervaud Jacques Gruppi Raymond Gruppi Jean-Claude Lauga Lombard Ovide Nogaro Daniel Pellerin Léopold Pujol Christian Sabatié Sort            |
| Villefranche  | Andurand André Archidec Benays Blasco Bosch Pierre Bonnefont Cerantola Bernard Fabre Gasquet Hébrard Georges Kierasinski Joseph Kierasinski Murat Nayrolle Jean Villeneuve | Saint-Estève       | Balat Bayona Calvet Caparos Duale G. Castany Yves Castany Laurent Paute Puig Ribes René Terrats Thibaudeau |
| Toulouse      | Georges Aillères René Arné Yves Bégou Carsalades Cazaban Duale Pierre Dubié Ferron Irénée Gendre Giriat Jean-Paul Larrazet Roger Llanas Gérard Lô Marquet Rosada Guy Rouja Jacques Sarramona Pierre Surre Jean Vergès                                                                              | Bordeaux           | Adell Claude Amiel Jean-Marie Armand André Carrère Yves Darblade Decroix Dieu Dubois Etcheberry Ferré Roger Garnung Hosteins Philippe Labache Alain Lalanne Guy Lalanne Jacques Lalanne Lataste Lopez Bernard Paradelle                                                |
| Montpellier   | Astric Cantarutti Cavaillé Yves Civil Comte Escudero Fabre I Fabre II Hugon Jeanjean Pierre Lacaze A. Plana M. Plana Pierre Plô Vigier | Lézignan           | André Abadié Richard Alonso Gilbert Benausse Antoine Esquiva Hervé Mazard |
| Cavaillon     | Barraud Yves Chabert Couston Bouffard Georges Fages Marius Frattini Grand Nieolet Pellene Serge Pialat Sagnard Georges Toussaint André Vadon | Carpentras         | Albert Bertone Chalet Chardon Couston Dugas Ferlat Hernandez Denis Kerbrat Claude Rouqueirol Sinard Toccacelli Vaux Bernard Vizier |